# Akkalavadi, Arkalgud
Akkalavadi là một làng thuộc tehsil Arkalgud, huyện Hassan, bang Karnataka, Ấn Độ.